# William Howard Thompson

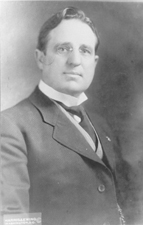
William Howard Thompson

William Howard Thompson, född 14 oktober 1871 i Crawfordsville, Indiana, död 9 februari 1928 i Washington, D.C., var en amerikansk demokratisk politiker och jurist. Han representerade delstaten Kansas i USA:s senat 1913–1919.
Thompson flyttade 1880 med sina föräldrar till Kansas. Han utexaminerades 1891 från Lawrence Business College. Han studerade sedan juridik och inledde 1894 sin karriär som advokat i Kansas. Han tjänstgjorde som domare 1906–1913.
Thompson efterträdde 1913 Charles Curtis som senator för Kansas. Han ställde upp för omval efter en mandatperiod i senaten men besegrades av utmanaren Arthur Capper.